# 설범식
설범식(薛範植, 1962년 12월 10일 ~ )은 대한민국의 법관이다. 대법원장 비서실장을 역임하고, 서울고등법원 부장판사로 재직 중이다.

## 생애
설범식은 1962년 충청남도 서산군에서 출생하여 천안고등학교와 한국외국어대학교 법학과를 나온 그는 제30회 사법시험에서 합격하여 제20기 사법연수원과 군 법무관을 마치고 판사에 임용되었다. 부장판사에 임명된 이후 2010년 2월 서울동부지방법원, 2012년 서울중앙지방법원, 2014년 2월 특허법원 등으로 전보되어 재직하다 2015년 2월 12일에 양승태 대법원장에 의해 대법원장비서실장에 임명되어 재직하였다.